# Hidden Away (2020)
Hidden Away (englisch; italienischer Originaltitel: Volevo nascondermi, deutsch „Ich wollte mich verstecken“) ist ein italienischer Spielfilm von Giorgio Diritti aus dem Jahr 2020. Die Filmbiografie, für die der Regisseur auch das Drehbuch mitverfasste, folgt dem Leben des italienischen Künstlers Antonio Ligabue (dargestellt von Elio Germano), einem Vertreter der Art brut.
Die Uraufführung erfolgte am 21. Februar 2020 im Rahmen des Wettbewerbs der 70. Internationalen Filmfestspiele Berlin. Der Kinostart in Italien fand am 4. März 2020 statt.

## Handlung
Der Film folgt dem Leben des Künstlers Antonio Ligabue (1899–1965). Der Sohn einer in die Schweiz eingewanderten Italienerin wird von einem Ehepaar in der Deutschschweiz adoptiert. Zwischen den Pflegeeltern und dem jungen Ligabue herrscht eine Hassliebe, und er erhält keine angemessene Fürsorge. Als er seine Pflegemutter angreift, wird er aus der Schweiz ausgewiesen und gegen seinen Willen nach Italien gebracht. Ligabue verschlägt es in die Po-Ebene, wo er jahrelang in bitterer Armut, Einsamkeit und ohne festen Wohnsitz am Flussufer lebt. Um seiner Ängste Herr zu werden, beginnt er Zuflucht im Zeichnen zu suchen und verdingt sich auch als Gelegenheitsarbeiter. Ligabue lernt den Bildhauer und Maler Renato Marino Mazzacurati (1907–1969) kennen, der sein Talent entdeckt. Dieser führt ihn in die Welt der Kunst ein und lehrt ihn entsprechende Maltechniken. Bald schon wird Ligabue durch seine Werke bekannt, in denen er beispielsweise Tiger, Gorillas, Löwen und Jaguare in die Pappelhaine der Po-Auen integriert. Zeit seines Lebens hat er aber auch unter einer Geisteskrankheit, Wutanfällen sowie, bedingt durch Gicht und Rachitis, unter körperlichen Schmerzen zu leiden. Mehrfach wird Ligabue in die Psychiatrie eingewiesen.

## Hintergrund
Die Dreharbeiten zum fünften Kinofilm von Giorgio Diritti waren ab Mai 2018 angesetzt und zogen sich bis Ende 2018 an Originalschauplätzen in der Region Emilia-Romagna hin, darunter die Gemeinde Gualtieri. Produziert wurde der Film von den Gesellschaften Palomar und RAI Cinema.
Hidden Away ist die zweite Verfilmung des Lebens Ligabues. 1977 entstand der dreiteilige, preisgekrönte Fernsehfilm Ligabue von Salvatore Nocita mit Flavio Bucci in der Titelrolle, der auch von RAI produziert wurde. Nocitas Regiearbeit wurde erfolgreich im italienischen Fernsehen ausgestrahlt und machte den Künstler so einem breiten Publikum bekannt. Hauptdarsteller Elio Germano vermied es in Vorbereitung auf die Dreharbeiten, die Fernsehproduktion mit dem ihm bekannten Schauspieler Bucci anzusehen, um sich in keiner Weise von ihr beeinflussen zu lassen. Als er vor Ort mit Einheimischen sprach, um Informationen über den wahren Ligabue zu erhalten, zitierten diese unwissentlich Szenen aus dem Fernsehfilm, wie Diritti später Germano zu verstehen gab.
Ein erster Trailer zum Film wurde am 27. Januar 2020 veröffentlicht.

## Kritik
„Direttis Filmbilder sind groß und ruhig, manchmal wirken sie wie Standbilder, oft von berückender Symmetrie und Schönheit. Sie zeigen eine Welt, an die man sich anlehnen könnte: nur Antonio nicht.“

„Giorgio Dirittis Film ‚Volevo nascondermi‘ erzählt von einer geschundenen Kreatur, die malen muss, um zu überleben. Eine moderne Passionsgeschichte.“

## Auszeichnungen

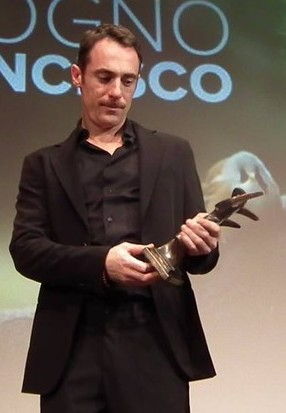
Elio Germano (2016)

Mit Hidden Away konkurrierte Diritti erstmals um den Goldenen Bären, den Hauptpreis der 70. Berlinale. Hauptdarsteller Elio Germano, der mit Bad Tales – Es war einmal ein Traum in einem weiteren Wettbewerbsfilm vertreten war, erhielt für seine Darstellung des Antonio Ligabue den Silbernen Bären. In Italien folgten weitere Auszeichnungen, darunter zwei Globo d’oro in den Kategorien Bester Film und Beste Kamera sowie bei der Vergabe des Nastro d’Argento ein gemeinsamer Preis an Regisseur Diritti, Hauptdarsteller Germano und die Produktionsgesellschaften Palomar und Rai Cinema. Bei der Verleihung des Europäischen Filmpreises 2020 folgte eine Nominierung für Germano sowie Jurypreise für die Beste Kamera und die Kostümbildnerin Ursula Patzak.
Darüber hinaus gelangte der Film auch in die Vorauswahl für die Golden Globe Awards 2021 („Bester fremdsprachiger Film“).